# Pinger
Pinger sind akustische Signalgeber, die in der Fischerei dazu eingesetzt werden, um Schweinswale und andere Kleinwale von den Netzen fernzuhalten.
Die Wale geraten als Beifang in die Fischernetze und ersticken darin. Mit Pingern kann man dies verhindern. Als nachteilig wird angesehen, dass der vom Menschen erzeugte Lärm in den Meeren erhöht wird, außerdem kann es bei den Walen einen Gewöhnungseffekt geben.
Es wurden verschiedene Arten von Pingern getestet, darunter solche, die veränderliche Laute abstrahlen, um den Gewöhnungseffekt zu vermeiden, und so genannte interaktive Pinger, die nur dann Signale aussenden, wenn auch Wale in der Nähe sind.